# پسران دریا (فیلم ۱۴۰۰)
پسران دریا فیلمی به کارگردانی و نویسندگی افشین هاشمی و حسین قاسمی جامی محصول سال ۱۴۰۰ می‌باشد. این اثر بهترین فیلم چهلمین جشنواره بین‌المللی فیلم‌های کودکان و نوجوانان شده‌است.

## خلاصه داستان
پسران دریا داستانی درام و اجتماعی دارد که در جنوب و شمالِ ایران اتفاق می‌افتد.